# Robots.txt
robots.txt（统一小写）是一种存放于网站根目录下的ASCII编码的文本文件，它通常告诉网络搜索引擎的漫游器（又称网络蜘蛛），此网站中的哪些内容是不应被搜索引擎的漫游器获取的，哪些是可以被漫游器获取的。因为一些系统中的URL是大小写敏感的，所以robots.txt的文件名应统一为小写。robots.txt应放置于网站的根目录下。如果想单独定义搜索引擎的漫游器访问子目录时的行为，那么可以将自定的设置合并到根目录下的robots.txt，或者使用robots元数据（Metadata）。
robots.txt协议并不是一个规范，而只是约定俗成的，所以并不能保证网站的隐私。注意robots.txt是用字符串比较来确定是否获取URL，所以目录末尾有与没有斜杠“/”表示的是不同的URL。robots.txt允许使用类似「Disallow: *.gif」这样的通配符。
其他的影响搜索引擎的行为的方法包括使用robots元数据：
```
<
meta
 
name
=
"robots"
 
content
=
"noindex,nofollow"
 
/>

```

这个协议也不是一个规范，而只是约定俗成的，有些搜索引擎会遵守这一规范，有些则不然。通常搜索引擎会识别这个元数据，不索引这个页面，以及这个页面的链出页面。

## 例子
允许所有的机器人：
```
User-agent: *
Disallow:

```

另一写法
```
User-agent: *
Allow:/

```

仅允许特定的机器人：（name_spider用真实名字代替）
```
User-agent: name_spider
Allow:

```

拦截所有的机器人：
```
User-agent: *
Disallow: /

```

禁止所有机器人访问特定目录：
```
User-agent: *
Disallow: /cgi-bin/
Disallow: /images/
Disallow: /tmp/
Disallow: /private/

```

仅禁止坏爬虫访问特定目录（BadBot用真实的名字代替）：
```
User-agent: BadBot
Disallow: /private/

```

禁止所有机器人访问特定文件类型：
```
User-agent: *
Disallow: /*.php$
Disallow: /*.js$
Disallow: /*.inc$
Disallow: /*.css$

```

## 非标准扩展协议

### 自动发现Sitemaps文件
Sitemap指令被几大搜索引擎支持（包括Google、Yahoo、Bing和Ask），指定了网站Sitemaps文件的位置。Sitemaps文件包含了网站页面所在的URL的一个列表。Sitemap指令并不受User-agent指令的限制，所以它可以放在robots.txt文件中的任意位置。
唯一要注意的就是要使用网站地图指令，<sitemap_location>,并将URL的「location」值换成网站地图的地址，例如，下面就是一个网站地图指令的例子：
```
Sitemap: <http://www.example.com/sitemap.xml>

```

如何编写Sitemaps文件，请参考sitemaps.org（页面存档备份，存于）（英文）上的说明。

### Crawl-delay指令
几大抓取工具支持Crawl-delay参数，设置为多少秒，以等待同服务器之间连续请求：
```
User-agent: *
Crawl-delay: 10

```

### Allow指令
一些大的Crawlers支持一项Allow指令，可以抵消先前Disallow指令。比如Googlebot。

## 替代
雖然robots.txt是最為廣泛接受的方法，但也可以與robots META標籤一起使用。robots META標籤主要是針對一個獨立的頁面設定，與其他的META標籤（如使用的語言、頁面的描述、關鍵詞等）一樣，robots META標籤也是放在頁面的HEAD標籤中，專門用來告訴搜索引擎robots如何抓取該頁的內容。
```
<
head
>

	
<
meta
 
name
=
"robots"
 
content
=
"noindex,nofollow"
 
/>

</
head
>

```

## 外部連結
- The Web Robots Pages（页面存档备份，存于）
- Robots.txt規範 （页面存档备份，存于）于Google
- 建立robots.txt檔案 （页面存档备份，存于）的说明于Google